# كلمة جامعة
الكلمة الجامعة أو العبارة الجامعة (بالإنكليزية: Zeugma) تركيب بلاغي تؤدي فيه الكلمة الواحدة أكثر من غرض في الجملة. ويتضح ذلك بصفة خاصة إذا كان الغرضان مختلفين تمام الاختلاف فيثير التركيب بذلك انتباه القارئ للمفارقة بين الغرضين.

## الأنواع
- أن تسبق الكلمة الجامعة الغرضين (prozeugma): يحب الناس الشعر والفاكهة
- أن تكون الكلمة أو العبارة الجامعة في آخر الجملة (hypozeugma): ﴿وَالنَّجْمُ وَالشَّجَرُ يَسْجُدَانِ ۝٦﴾ [الرحمن:6]
- أن تسبق الكلمة أو العبارة الغرض الأول ويسبق مقدرها الغرض الثاني:

| أَبتْ رِقّتي إلاّ الذي يَقْتَضِي الهَوَى |  | وَعَزْمِي إلا ما اقتَضَى الرَّأيُ والعقْلُ |